# Plexaurella kunzei
Plexaurella kunzei is een zachte koraalsoort uit de familie Plexauridae. De koraalsoort komt uit het geslacht Plexaurella. Plexaurella kunzei werd in 1916 voor het eerst wetenschappelijk beschreven door Kükenthal. 